# Кінець світу

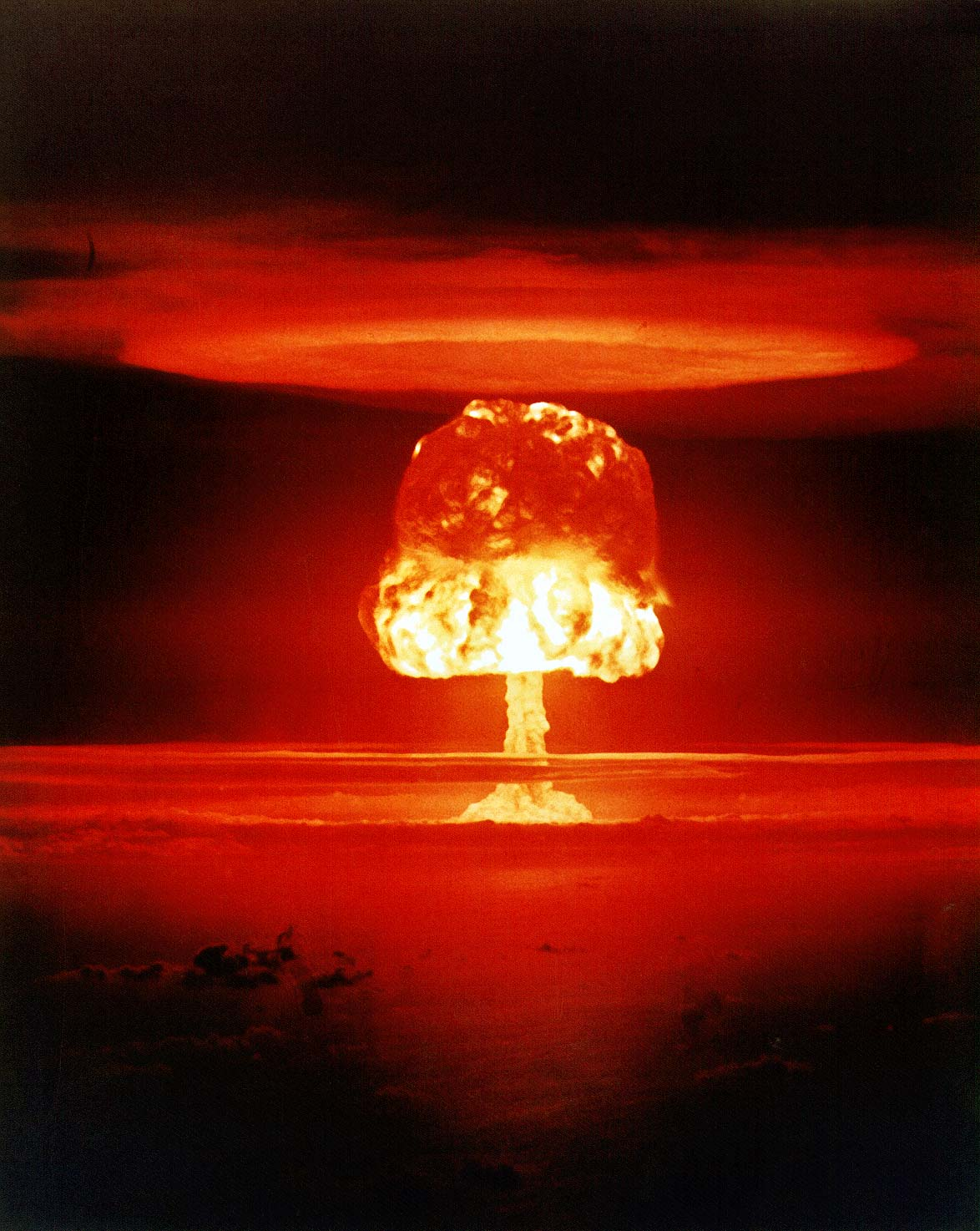
Глобальна ядерна війна як варіант загибелі цивілізації з техногенних причин.

Стаття присвячена явищу загалом, якщо цікавить 2012 рік: Кінець світу 2012
Кінець світу — поширений фразеологізм, що означає реальну чи уявну загрозу абсолютного чи часткового припинення існування цивілізацій, людства, планети Земля, Всесвіту тощо. У вузькому сенсі — знищення всього живого.

## Наукова точка зору
З наукової точки зору фразеологізм «кінець світу» може асоціюватися з техногенними або природними катастрофами. Близький за сенсом є термін глобальна катастрофа.

### Природні причини

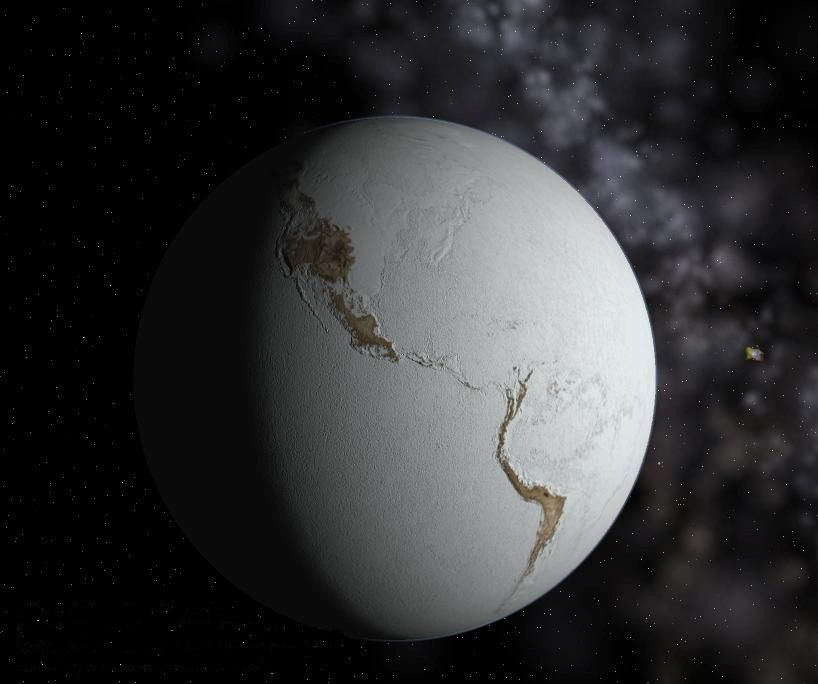
Глобальне похолодання може призвести до нового льодовикового періоду.

Катастрофічні кліматичні зміни, пов'язані з глобальним потеплінням спричиненим парниковим ефектом подібним до венеріанського або інтенсивним знищенням лісів і забрудненням (див. наприклад попередження Джеймса Лавлока).
- кліматичні:
  - Глобальне похолодання, що може спричинити новий льодовиковий період та замерзання планети.
  - Втрата придатної для дихання атмосфери;
  - Глобальне потепління
- астрономічні:
  - Зміна магнітних полюсів Землі чи їх повне зникнення.
  - Різка зміна географічних полюсів (з перевертанням осі обертання планети відповідно до ефекту Джанібекова —)Падіння астероїда — один із сценаріїв Армагеддону.

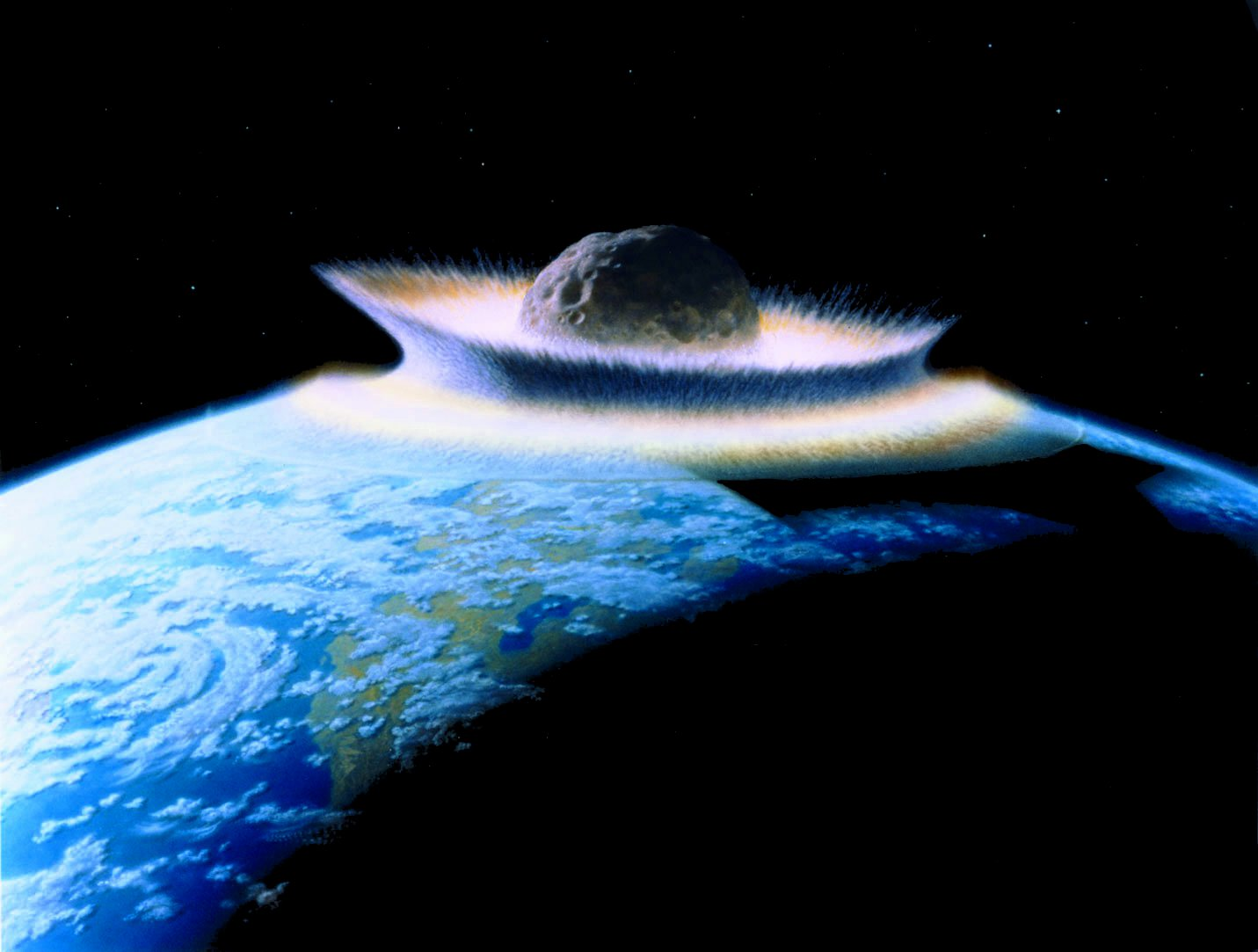
Падіння астероїда — один із сценаріїв Армагеддону.

  - Падіння астероїда, комети (імпактна подія).
  - Зустріч з бродячою зіркою[1]. Не виключена ймовірність зіткнення Землі з великим астероїдом, що також може призвести до глобальної катастрофи та вимирання людства. Так, наприклад падіння астероїда діаметром понад 10 км 65 млн років тому ймовірно було причиною вимирання динозаврів. До глобальних катастроф може призвести навіть падіння астероїда діаметром ~1 км, а цілком імовірно — діаметром 3-10 км. Астероїди діаметром ~1 км падають на Землю приблизно раз на півмільйона років. Приклад — передбачувана зустріч через 1,5 млн років із зіркою Gliese 710[2]
  - Надспалах на Сонці.
  - Близький спалах наднової зірки.
  - Попадання під вузькоспрямований джет (струмінь) близького гамма-сплеску.
  - Перетворення сонця на червоного гіганта і поглинання Землі[3]. За астрономічними підрахунками через ~5 млрд років Сонце перетвориться на червоного гіганта та імовірно поглине Землю. Інші гіпотези стверджують, що через ~1,1 млрд років збільшення випромінювання Сонця на 10 % може призвести до випалювання земної атмосфери, а збільшення випромінювання Сонця на 40 % через ~3,5 млрд років — до випаровування океанів. Також існує імовірність через ~3,5 млрд років зіткнення нашої галактики з галактикою Андромеди, що може призвести до руйнування багатьох планетних систем, зокрема й сонячної.
  - Теплова смерть Всесвіту або Великий розрив

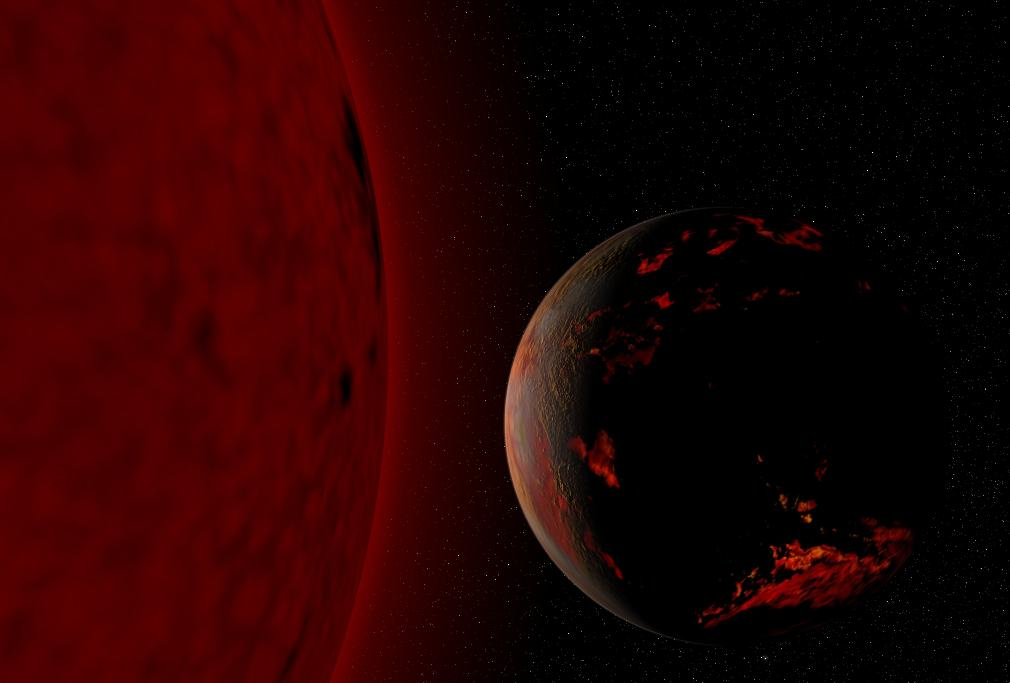
Червоний гігант (Сонце) і планета Земля

Згідно з теорією Великого вибуху Всесвіт виник близько 13,7 млрд років тому з гравітаційної сингулярності і по сьогоднішній день перебуває в процесі постійного розширення, яке спостерігається астрономами, як космологічний червоний зсув частот випромінювання далеких галактик. Подальша еволюція залежить від вимірюваного експериментально параметра — середньої густини речовини в сучасному Всесвіті. Якщо густина не перевищує певного (відомого з теорії) критичного значення (Ω<1), Всесвіт буде розширятися вічно, в протилежному випадку (Ω>1) розширення зміниться стисненням, і Всесвіт повернеться до стану сингулярності. Останні експериментальні дані показують, що експериментальний параметр близький до критичного, і в якому руслі розвиватиметься космологічний процес передбачити на даному етапі розвитку науки неможливо.
У випадку (Ω>1) космологічний кінець світу являтиме собою грандіозний колапс всієї маси речовини Всесвіту у гравітаційну сингулярність, в іншому випадку (Ω≤1) на Всесвіт очікуватиме або теплова смерть, що означатиме поступове перетворення всієї речовини Всесвіту на фотони, або Великий розрив, що означатиме неможливість жодних фізичних взаємодій через зменшення горизонту подій до нескінченно малої величини, що матиме місце при наближенні швидкості розбігання галактик до світлової.
Термін настання космологічного кінця Всесвіту, залежно від різних параметрів — ~1010 млрд років.
- тектонічні:
  - Глобальний землетрус .
  - Виверження супервулкана.
  - Мегацунамі
  - Раптова дегазація води світового океану

### Антропогенні причини
- Глобальна війна, ядерна або біологічна.
- Всесвітня пандемія, викликана генетичними захворюваннями, вірусами, пріонами, або резистентними до антибіотиків бактеріями.
- Голод, пов'язаний з перенаселенням (див. мальтузіанська пастка).
- Вихід з-під контролю нанотехнологій до поглинання всієї біомаси планети сірим слизом.
- Вихід з-під контролю штучного інтелекту (див. фільм Термінатор)
- руйнування озонового шару
- Екологічна катастрофа, збільшення споживання енергії у міру зростання населення

## Релігійна точка зору

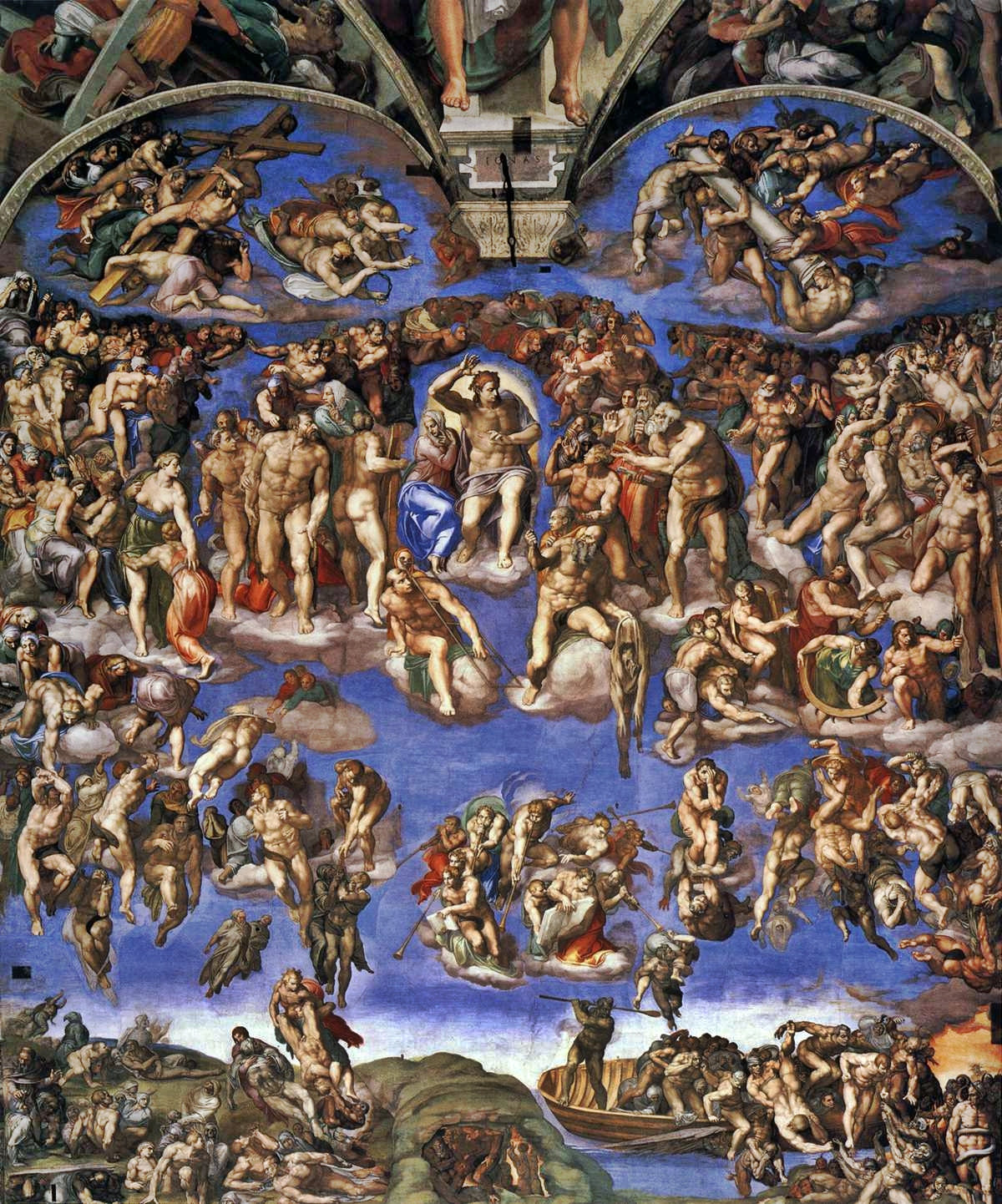
Страшний суд. Мікеланджело, 1541.

Есхатологія, тобто система поглядів та уявлень про «кінець світу», спокутуванні та загробного життя властива багатьом релігіям та міфологіям.

### Буддизм
Згідно постулатам буддизму, кінець світу ознаменований завершенням чергового циклу: Великої Кальпи (маха-кальпи) — коли починають руйнуватися всі світи, включаючи світ людей. Через величезний проміжок часу всесвіт починає розгортатися знову. Череда маха-кальп вважається в буддизмі нескінченною та не має початку.
Руйнування світів походить від нижчого до вищого — спочатку починають старіти і розвалюватися самі «найдовгостроковіші» та найжахливіші пекла (руйнування відбуваються через те, що в пеклах ніхто більше не народжуватиметься, бо у Всесвіті не стане «злісних» порушників кармічних законів). Слідом за нижчими світами почнуть валитися світи людей. Коли і вони перетворяться на прах, почнуть гинути світи богів і напівбогів, зрештою навіть палаци небожителів зруйнуються. Наприкінці Кальпи вся світобудова буде знищена.

### Християнство
У християнській релігії події, що трактуються деякими коментаторами Біблії як ознаки кінця світу з Армагеддон, описані в книзі Івана Богослова — Апокаліпсис.
На думку інших коментаторів Біблії, зокрема Свідків Єгови, події, описані в книзі Одкровення, не можна розглядати як кінець світу, оскільки знищення піддасться тільки частина людства, а Земля залишиться існувати.
Деякі напрямки протестантизму вважають, що Земля буде в буквальному сенсі знищена.

### Мунізм
У теології Церкви об'єднання, викладеній у «Божому Принципі», поняття «кінець світу» або «останні дні» трактується не як фізичне знищення планети Земля, а як завершення гріховної історії людства та початок нової епохи, в якій буде втілено початковий Божий ідеал.
Текст пояснює, що «останні дні» — це не унікальна подія, а радше перехідний період, який в історії повторювався. Наприклад, часи Ноя та часи Ісуса також називаються «останніми днями», оскільки вони знаменували кінець однієї епохи та початок іншої.
Згідно з цим вченням, драматичні біблійні пророцтва про кінець світу мають символічне значення:
- Руйнування неба і землі означає не космічну катастрофу, а ліквідацію світу зла, що перебуває під владою сатани, і створення нового, праведного світу з центром у Бозі.
- Суд вогнем символізує суд за допомогою Божого Слова (посилаючись на Єр. 23:29).
- Воскресіння мертвих із могил стосується духовного відродження людей, які живуть у невігластві щодо Бога, а не фізичного воскресіння померлих.
- Затьмарення сонця, місяця та падіння зірок трактується як втрата світла старими істинами. Сонце та місяць символізують Ісуса і Святий Дух, а зорі — релігійних лідерів. Їхнє світло тьмяніє, оскільки для нової епохи Бог дає «нову істину».[5]

Таким чином, «кінець світу» в цьому розумінні є переломним моментом, коли панування зла змінюється на панування добра, що веде до встановлення Царства Небесного на землі. Деякі ознаки вказують на те, що останні дні цього світу вже наступили.

## Інші варіанти

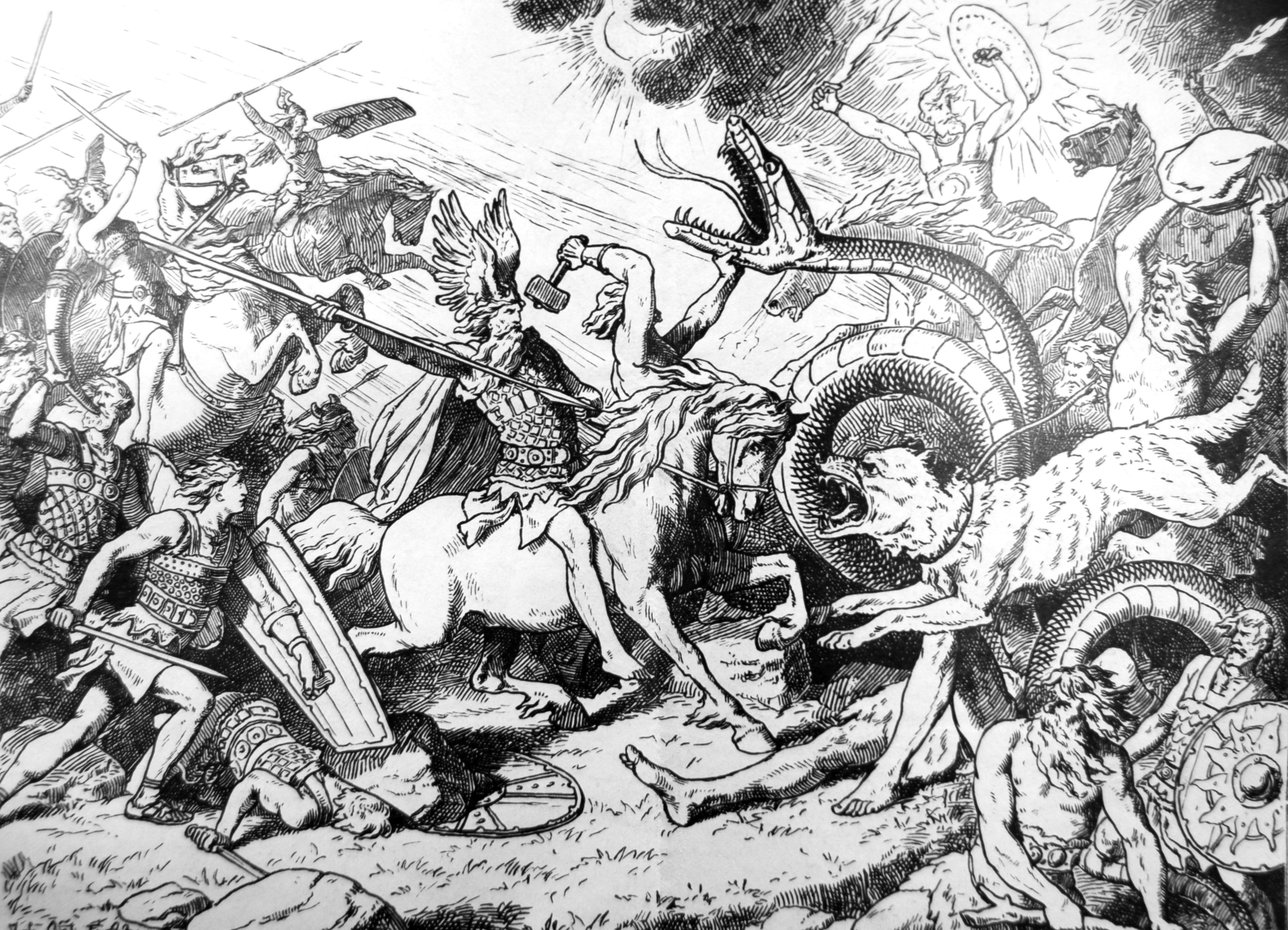
Раґнарьок

### Міфологія
Скандинавська. Раґнарок — битва в кінці світу, розпочнеться, коли Хеймдаль, бог, який охороняє міст Біфрьост, єдиний вхід в Асґард, що поєднує його із підземним світом, затрубить в свій ріг. Ця битва завершить пророцтво, що визначає долю скандинавських богів: в останній битві боги зійдуться із силами зла, своїми одвічними ворогами: монстрами та гігантами (Йотунами), а також люди проти людей та мерців.

## Дати
Численні спроби передбачити дати кінця світу ґрунтувалися на релігійних пророцтвах та на інших припущеннях, вони відбувалися в історії в різні часи і стаються дотепер.

### Минулі
- 1000 — очікувався Папою Сильвестром II
- 1284 — очікувався Папою Іннокентієм III
- 1600 — очікувався Мартіном Лютером
- 1656 — очікувався Христофором Колумбом
- 1666 — що включав так зване число диявола
- 1900 — сектою «Брати та сестри червоної смерті»
- 1915 — очікував засновник релігійної течії «Свідки Єгови» Чарльз Рассел
- 1988 — аерокосмічний спеціаліст Едгар Візенант
- липень 1999 — приписують Нострадамусу
- 11 серпня 2002 — румунський ієромонах Арсеніє
- 6 червня 2006 — включав так зване число диявола
- 21-23 грудня 2012 — гіпотетичний кінець світу (кінець часів) за календарем майя.
- 2014 — астрономічне очікування[7]

## Масова культура
Апокаліптика (від Апокаліпсис) — жанр наукової фантастики, в якому розповідається про настання якої-небудь глобальної катастрофи. Перші твори з'явилися в епоху романтизму на початку XIX ст., розквіт припав на «холодну війну». Дії відбуваються під час катастрофи: нашестя інопланетян, повстання роботів, пандемії, виверження вулкана і ін
Постапокаліптика — жанр наукової фантастики, в якому дія розвивається в світі, що пережив глобальну катастрофу.
Основною ознакою постапокаліпсису є розвиток сюжету в світі (або його частині) з особливою історією. У минулому цивілізація досягла високого рівня соціального і технічного розвитку, але потім пережила якусь глобальну катастрофу (третя світова війна, вторгнення іншопланетян, повстання машин під проводом штучного розуму, пандемія, падіння астероїда тощо).
Типовий постапокаліптичний сюжет починає розвиватися через деякий час після катастрофи, коли її «вражаючі фактори» перестали діяти. У тому чи іншому вигляді до читача (глядача) доводиться в стислому вигляді історія суспільства з моменту катастрофи: безпосередньо за нею слідує період дикості, потім виживанці концентруються навколо збережених джерел життєзабезпечення, стихійно утворюються ті чи інші соціальні структури.